# NGC 6990

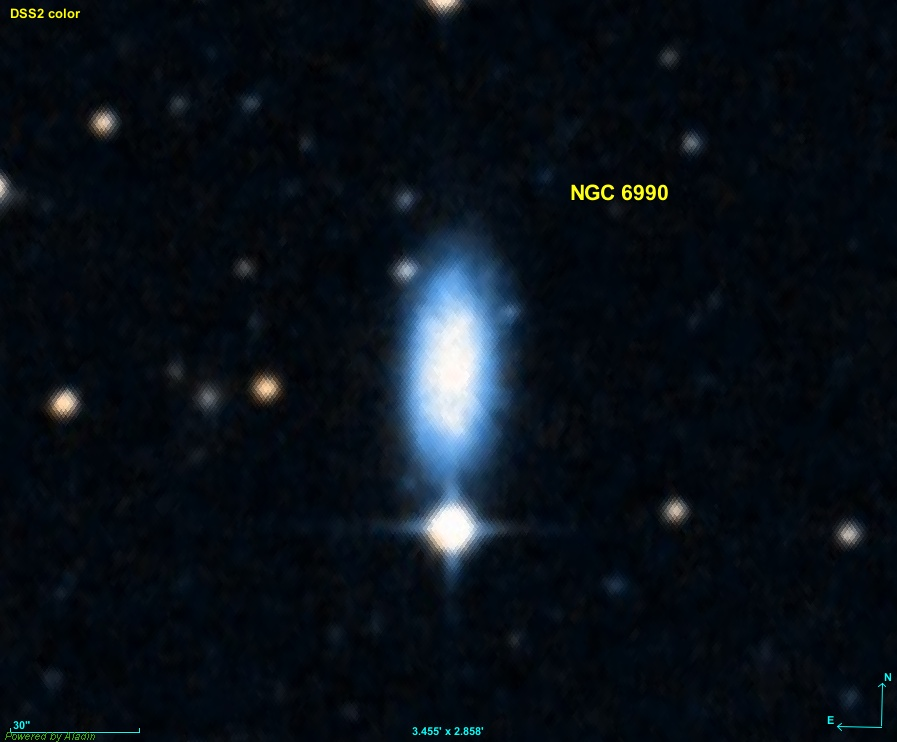

NGC 6990 es una galaxia espiral (Sa) localizada en la dirección de la constelación de Indus. Posee una declinación de -55° 33' 43" y una ascensión recta de 20 horas, 59 minutos y 57 segundos.
La galaxia NGC 6990 fue descubierta en 9 de julio de 1834 por John Herschel.